# Така жорстка гра — хокей
Така жорстка гра — хокей (рос. Такая жёсткая игра — хоккей) — радянський художній фільм 1983 року, знятий на кіностудії «Мосфільм».

## Сюжет
У команді з'являється новий тренер — і через деякий час до хокеїстів приходить довгоочікуваний успіх. Але жорстка методика тренера змінює і моральний клімат в колективі. На захист людської гідності гравців встає капітан команди Кринін і в скрутному протиборстві з тренером здобуває перемогу.

## У ролях
- Володимир Самойлов — Сергій Іванович, тренер
- Володимир Гостюхін — Федір Кринін, капітан команди
- Тетяна Ташкова — Ліда Криніна, дружина хокеїста
- Ігор Бочкін — Ізвєков
- Євген Герасимов — Полуектов
- Володимир Новиков — Ребров
- Всеволод Сафонов — голова спорттовариства
- Андрій Гусєв — Стиров
- Петро Колбасін — Геннадій Степанович
- Василь Купріянов — Савкін
- Євген Москальов — Кошкін
- Віктор Філіппов — Лаврич
- Володимир Чаплигін — Червяков
- Володимир Щебликін — Бауков
- Віталій Яковлєв — Крошкін
- Андрій Щербович-Вечір — Горохов, хокеїст
- Марина Гаврилко — епізод
- Сергій Газаров — епізод
- Олександр Філатов — епізод
- Юрій Бердников — хокеїст

## Знімальна група
- Режисер — Андрій Разумовський
- Сценарист — Зіновій Юр'єв
- Оператор — Борис Брожовський
- Композитор — Ігор Єфремов
- Художники — Віктор Зенков, Микола Усачов